# 副特提斯洋

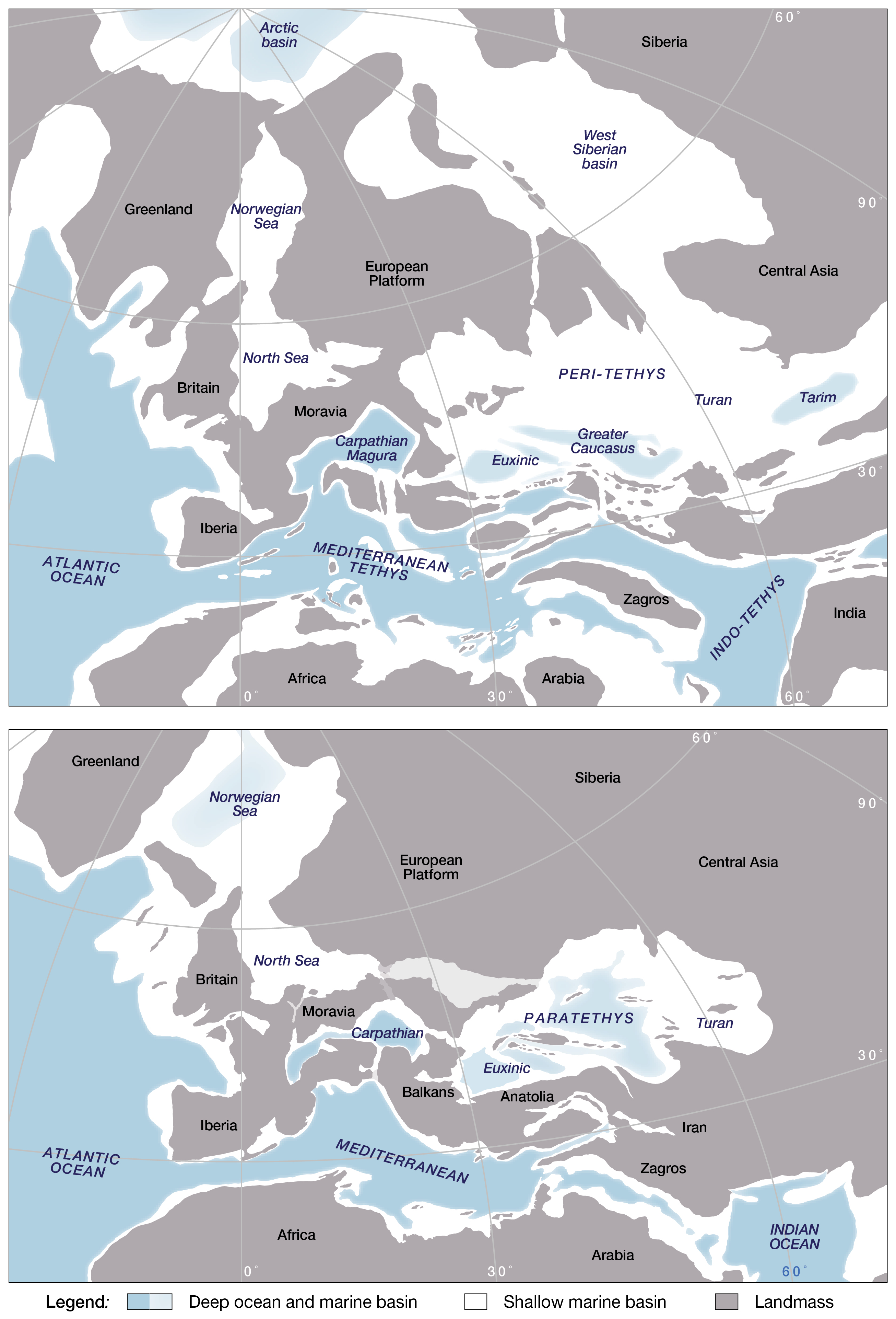
古新世时期，特提斯-副特提斯区域的古地理重组，从早始新世（上）时连成一体的特提斯洋，到渐新世（下）时零散分布的副特提斯区域。注意印度洋区域和地中海之间失去了相连的深水通道，以及印度洋和北冰洋间海峡的关闭，大多数始新世的海路在渐新世时彻底关闭。

副特提斯洋是一大片浅内海，从阿尔卑斯山以北的中欧地区延伸至中亚的咸海。
副特提斯洋有着与众不同的古地理环境：其包含一系列形成于晚侏罗世牛津期的深盆地，是大西洋洋中脊的延续。这些盆地通过狭窄的浅海水道互相连接，并与全球海洋相连。这些水道往往限制了水体交换，造成广泛的长期缺氧。
渐新世到中新世早中期时，副特提斯洋尚与特提斯洋或其后继者（地中海或印度洋）相连 。但到中新世晚期开始时，这一整片海变成了一个巨湖，从阿尔卑斯山东侧一直延伸到今日的哈萨克斯坦。自上新世开始（500万年前以来），副特提斯洋逐渐变得更浅。黑海、里海、咸海、尔米亚湖、纳马克盐湖等都是副特提斯洋的遗迹。
副特提斯洋形成于3400万年前渐新世开始时，当时随着阿尔卑斯造山运动形成了喀尔巴阡山脉、迪纳拉山脉、托罗斯山脉和厄尔布鲁士山等山脉，特提斯洋北部与特提斯洋的地中海区域分离。
在侏罗纪和白垩纪，欧亚大陆的这一部分被浅海覆盖，形成了特提斯洋的边缘。但由于位于古特提斯洋南界的安纳托利亚是原辛梅利亚大陆的一部分，古特提斯洋的最后残余可能是黑海下的洋壳。2亿年前，盘古大陆分裂后，特提斯洋形成于劳拉西亚大陆（欧亚大陆与北美）和冈瓦纳大陆（非洲、印度、南极洲、澳洲和南美）之间。

## 命名与研究
“副特提斯洋”（Paratethys）最早由Vladimir Laskarev于1924年提出。Laskarev的定义只包括新近纪海洋的化石和沉积地层。这一定义后来包含了渐新统。从软体动物、鱼类和介形纲等动物的化石分布来看，可以推断这些时期存在一个独立的水体。在副特提斯洋与其他水体互相分离的时期，形成了自己独特的动物群系，并在沉积物中得以保留。如此便可以研究副特提斯洋的古地理学演变。
Laskerev对副特提斯洋的描述早在Roderick Murchison爵士1845年著作的第13章中就已预见到。
副特提斯洋海区区别于特提斯洋的重要特征，是广泛发展的地方性动物群，这些物种往往适应了淡水和微咸水，如里海近水中的现代物种。这种独特的动物群中，来自淡水的单壳类，如Limnex和Neritinex，与部分咸水中常见的Cardiacae和Mytili的形式十分相像，使得副特提斯洋的地质记录难以与其他大洋的相对应，因为它们的动物群是独立演变的。。因此研究副特提斯洋的地层学家有自己的一套地层阶，时至今日仍常取代国际地层委员会发布的官方地质年代使用。

## 古地理学演变
副特提斯洋横跨中欧到西亚的大片面积。在西部，它可能延伸到阿尔卑斯山脉北侧的磨拉岩盆地、维也纳盆地、外喀尔巴阡盆地、潘诺尼亚盆地等处，向东一直到现在的黑海、里海和咸海。

### 缺氧的巨人
始新世和渐新世的分界线是全球海平面的大幅下降和全球气候的急剧冷却。同时发生了阿尔卑斯造山运动，产生了阿尔卑斯山、喀尔巴阡山脉、迪纳拉山脉、托罗斯山脉、厄尔布鲁士山和许多其他分布在欧亚大陆南缘的山系。海平面下降和构造隆起的结合，导致了特提斯洋和副特提斯洋水体的部分中断。由于与全球海洋的联系不畅，副特提斯洋水域开始分层，变成了缺氧水体。
渐新世到中新世早期的副特提斯盆地中西部经历了激烈的构造活动和缺氧事件，并被沉积物填满。在中新世早期，东喀尔巴阡山脉地区形成了当地的石膏-盐类蒸发盆地。东副特提斯盆地容纳了副特提斯洋的大部分水，在3500万年前到1500万年前长达2000万年的时间里一直是缺氧的。在此期间，副特提斯洋作为一个巨大的碳汇将有机物困在沉积物中。在距今约1500万年的中新世，从当时全球范围内的海侵来看可知海平面有一次大幅上涨，这次事件也称Badeninan洪水，改善了副特提斯洋的水文环境。

### 短暂的开放海域
在Badenian洪水之后的中新世中期，副特提斯洋变为开放的海域。咸水湖盆地变为宽敞的海洋，丰富的海洋动物如鲨鱼（巨齿鲨等）、珊瑚、海洋哺乳动物、有孔虫门和浮游生物从相邻的地中海散播开来，可能是途径今日斯洛文尼亚境内的跨特提斯海峡来的。

### 盐巨人
副特提斯洋的开放海洋环境是短暂的。中新世中期，欧洲中部山脉的隆起和海平面下降，再次将副特提斯洋和全球海洋隔离开来，引发了副特提斯洋盐度危机，也称Badenian盐度危机，自13.8Ma至13.4Ma，持续40万年。最终，在外喀尔巴阡盆地、特兰西瓦尼亚高原和潘诺尼亚盆地等地形成了厚厚的蒸发岩层（盐和石膏）。
特兰西瓦尼亚的盐矿，如萨利纳图尔达盐矿、Ocna Mures、Ocna Sibiului、Praid，以及东中部喀尔巴阡山地的盐矿，如维利奇卡盐矿、博赫尼亚盐矿、Cacica、斯勒尼克盐矿，还有南喀尔巴阡的盐矿，如Ocnele Mari等，全都形成于这一阶段。斯洛伐克东部、喀尔巴阡山Maramureș（普雷绍夫附近的盐矿）以西的地区也存在蒸发盐，匈牙利中部潘诺尼亚平原也有厚度较薄的沉积。 

### 大湖
约1200万年前，在晚中新世开始前，副特提斯洋变成了一个巨湖，面积足有280万余平方千米，从阿尔卑斯山东侧一直延伸到今日的哈萨克斯坦，其特点是盐度一般在12–14%。在它存续的500万年里，这个巨湖都是许多独特物种的家园，如软体动物和无脊椎动物，以及微型鯨魚、海豚和海豹。

### 副特提斯洋之后
当地中海的一些部分在墨西拿盐度危机中干涸后（约600万年前），副特提斯洋的水有时可以流进地中海盆地。在上新世（距今533-258万年），前副特提斯洋彻底分成了几片内陆海，有时彼此完全分离。一个例子是潘诺尼亚海，是位于潘诺尼亚盆地的半咸水海。这样的海有许多在更新世开始前就消亡了。目前，在曾经广阔的内陆海中，只剩下了黑海、里海和咸海。

## 阅读更多
- Stampfli, G.M.; Borel, G.D. . Cavazza W.; Roure F.; Spakman W.; Stampfli G.M.; Ziegler P  (编). . Springer Verlag. 2004. ISBN 3-540-22181-6.